# Alejandro Goić Karmelić
Alejandro Goic Karmelic (Punta Arenas, 7 de março de 1940) é um bispo católico chileno. Anteriormente foi bispo auxiliar da Arquidiocese de Concepción e bispo de Osorno.
Participou, em 2007, da Conferência de Aparecida, na qualidade de presidente da Conferência Episcopal do Chile.
O Papa João Paulo II nomeou Goic Bispo titular da África e bispo auxiliar da Arquidiocese de Concepción. Recebeu a consagração episcopal em Roma, em 27 de maio de 1979. João Paulo II o consagrou pessoalmente. Co-consagradores foram os arcebispos da Cúria Duraisamy Simon Lourdusamy e Eduardo Martínez Somalo.
Em 30 de junho de 1991, Goic foi transferido de sua jurisdição eclesiástica, desta vez como bispo auxiliar da Diocese de Talca. Esta nomeação durou até 1994, quando foi nomeado Bispo da Diocese de Osorno.
Em 10 de julho de 2003, o Papa João Paulo II o nomeou bispo coadjutor da Diocese de Rancagua – um bispo coadjutor desempenha as mesmas funções que um bispo auxiliar, mas tem direito à sucessão quando o cargo fica vago. Assim, com a renúncia de Dom Javier Prado Aránguiz (por motivos de idade), Goic assumiu como bispo ordinário da Diocese de Rancagua. Ele ocupou esse cargo a partir de 2004 e é também o Presidente da Conferência Episcopal do Chile. Em 2007, Goic foi aprovado por três anos nesse cargo.
O Papa Francisco aceitou sua renúncia em 28 de junho de 2018.